# Peperomia clusiifolia
Peperomia clusiifolia là một loài thực vật có hoa trong họ Hồ tiêu. Loài này được (Jacq.) Hook. miêu tả khoa học đầu tiên năm 1829.